# Bodianus rubrisos
Bodianus rubrisos là một loài cá biển thuộc chi Bodianus trong họ Cá bàng chài. Loài này được mô tả lần đầu tiên vào năm 2006.

## Từ nguyên
Tiền tố rubri trong từ định danh của loài trong tiếng Latinh mang nghĩa là "đỏ", còn sos đề cập đến tín hiệu SOS, hàm ý các vạch sọc đỏ trên cơ thể của chúng tạo thành các ký tự giống với bảng mã Morse.

## Phạm vi phân bố và môi trường sống
B. rubrisos được ghi nhận rải rác ở khu vực Tây Thái Bình Dương, bao gồm Okinawa (thuộc quần đảo Ryukyu, phía nam Nhật Bản), đảo Đài Loan, đảo Bali (Indonesia), rạn san hô Scott và biển Arafura (phía bắc Úc).
Những cá thể trước đây được cho là Bodianus trilineatus hay Bodianus leucosticticus ở ngoài khơi Eilat (Israel) đã được xác định là B. rubrisos. Phát hiện này giúp mở rộng phạm vi của B. rubrisos đến Ấn Độ Dương.
B. rubrisos được quan sát và thu thập ở độ sâu khoảng từ 50 đến 150 m. Những cá thể ở Israel được thu thập ở độ sâu đến 200–300 m.

## Mô tả
B. rubrisos có chiều dài cơ thể tối đa được ghi nhận là 30 cm. Hai bên thân có 4 sọc đỏ nhưng đứt đoạn, khoảng cách giữa các sọc với nhau có một hoặc nhiều hàng chấm đỏ ở cá lớn. Các sọc đỏ được bao phủ bởi các sắc tố đen ở cá con và cá đang trưởng thành. Có đốm đen trên gốc vây ngực ở cá con và cá đang trưởng thành, được thay thế bằng đốm đỏ ở cá trưởng thành hoàn toàn. Cá con có đốm đen lớn nổi bật ở vây lưng và vây hậu môn.
B. rubrisos có đầu dài hơn và phần hàm mỏng hơn so với Bodianus leucosticticus, và đốm đen ở gốc vây ngực của B. rubrisos nhỏ hơn nhiều so với B. leucosticticus.
Số gai ở vây lưng: 12; Số tia vây ở vây lưng: 10; Số gai ở vây hậu môn: 3; Số tia vây ở vây hậu môn: 12; Số tia vây ở vây ngực: 14.

### Trích dẫn
- Martin F. Gomon (2006). “A revision of the labrid fish genus Bodianus with descriptions of eight new species” (PDF). Records of the Australian Museum, Supplement. 30: 1–133. ISSN 0812-7387.